# Jake Galea
Jake Galea (ur. 15 kwietnia 1996 w Pembroke) – maltański piłkarz grający na pozycji bramkarza. W sezonie 2020/2021 występuje w klubie Sliema Wanderers.

## Kariera juniorska
Galea grał w młodzieżowych drużynach St. Andrews FC do 1 lipca 2015 roku.

## Kariera seniorska

### St. Andrews FC
Galea trafił do seniorskiej drużyny St. Andrews FC 1 lipca 2015 roku. Zadebiutował dla tego klubu 20 stycznia 2016 roku w meczu z Gżira United FC (1:1, wyg. 5:3 po rzutach karnych). Łącznie w barwach St. Andrews FC Maltańczyk wystąpił w 53 spotkaniach, nie zdobywając żadnej bramki.

### Ħamrun Spartans
Galea podpisał kontrakt z Ħamrun Spartans 1 lipca 2017 roku. Debiut dla tego klubu zaliczył on 18 sierpnia 2017 roku w wygranym 1:4 spotkaniu przeciwko Tarxien Rainbows FC. Ostatecznie dla Ħamrun Spartans Maltańczyk rozegrał 13 meczów, nie strzelając żadnego gola.

### Sliema Wanderers
Galea przeniósł się do Sliema Wanderers 9 czerwca 2018 roku. Zadebiutował dla tego zespołu 18 sierpnia 2018 roku w meczu z Vallettą FC (wyg. 3:0). Do 23 maja 2021 roku Maltańczyk w barwach Sliema Wanderers wystąpił w 57 spotkaniach, nie zdobywając żadnej bramki.

## Kariera reprezentacyjna
Galea grał dla reprezentacji Malty U-21. Zadebiutował w jej barwach 23 marca 2017 roku w meczu z Luksemburgiem (przeg. 5:0). Łącznie dla reprezentacji Malty U-21 piłkarz ten rozegrał 10 spotkań, nie przepuszczając żadnej bramki.
| Nr | Przeciwko     | Ranga             | Data                 | Czyste konto | Wynik (ziel. wygrane, żół. remisy) |
| -- | ------------- | ----------------- | -------------------- | ------------ | ---------------------------------- |
| 1  | Gibraltar     | Mecz towarzyski   | 7 października 2020  | T            | 2:0                                |
| 2  | Andora        | Liga Narodów UEFA | 10 października 2020 | T            | 0:0                                |
| 3  | Liechtenstein | Mecz towarzyski   | 11 listopada 2020    | T            | 3:0                                |